# Tropicomyia pilosa
Tropicomyia pilosa är en tvåvingeart som beskrevs av Spencer 1986. Tropicomyia pilosa ingår i släktet Tropicomyia och familjen minerarflugor.
Artens utbredningsområde är Thailand. Inga underarter finns listade i Catalogue of Life.